# Боровое (Брединский район)
Борово́е — село в Брединском районе Челябинской области России. Административный центр Боровского сельского поселения.

## География
Село находится на берегу реки Камысты-Аят, рядом с Боровым водохранилищем на ней и Боровским бором, на расстоянии 30 км к северо-востоку от посёлка Бреды, административного центра района.

## Население
| 2002 | 2010  |
| ---- | ----- |
| 1649 | ↘1480 |

### Половой состав
По данным Всероссийской переписи, в 2010 году численность населения села составляла 1480 человек (692 мужчины и 788 женщин).

## Улицы
| - пер. Боровой, - ул. Высоцких, - ул. Дорожная, - ул. Ленина, - ул. Лесная, | - ул. Металлургическая, - ул. Мира, - ул. Невинского, - ул. Новая, - ул. Солнечная, | - ул. Целинная, - ул. Черёмушки, - ул. Энгельса, - ул. Юбилейная. |

## Инфраструктура
В селе функционируют средняя школа имени Героя России Тимура Ибрагимова, детский сад, поликлиника, дом культуры.

## Известные уроженцы
- Ибрагимов, Тимур Франилович (1988—2009) — российский военнослужащий, рядовой, Герой Российской Федерации.